# U-85 (1941)
U-85 – niemiecki okręt podwodny typu VII B z okresu II wojny światowej. Okręt wszedł do służby w 1941 roku.

## Historia
Podczas pierwszego patrolu bojowego (sierpień – wrzesień 1941) U-85 w ramach wilczego stada   Markgraf atakował konwój SC-42. Zatopił wówczas brytyjski frachtowiec „Thistleglen” (4.748 BRT), ale kontratak kanadyjskich jednostek eskorty spowodował tak poważne uszkodzenia, że U-Boot musiał przerwać patrol i powrócić do bazy.
W czasie czwartego patrolu, który miał miejsce u wybrzeży Ameryki Północnej (operacja Paukenschlag), 14 kwietnia 1942 roku w pobliżu przylądka Hatteras wynurzony U-85 został wykryty przez niszczyciel USS „Roper”. Próba ucieczki pod osłoną ciemności na głębsze wody zakończyła się niepowodzeniem, ponieważ amerykańska jednostka wyposażona była w radar. W tej sytuacji dowódca U-Boota wydał decyzję o samozatopieniu okrętu. Niszczyciel rozpoczął ostrzał artyleryjski i z broni maszynowej. Mimo że nieprzyjacielski okręt tonął, zrzucono jeszcze 11 bomb głębinowych, które zabiły wszystkich znajdujących się w wodzie rozbitków. Podejmowane później próby dotarcia do wnętrza wraku a nawet jego wydobycia celem uzyskania informacji wywiadowczych okazały się nieskuteczne z powodu znacznych zniszczeń kadłuba spowodowanych przez bomby głębinowe.
U-85 odbył 4 patrole bojowe, spędzając na  morzu 137 dni. Zatopił 3 statki o łącznej pojemności 15.060 BRT. Był to pierwszym niemieckim okrętem podwodnym zatopionym podczas operacji Paukenschlag.
Od końca lat 60. wrak stał się celem nurkowań. W 2003 roku wydobyto z niego maszynę szyfrującą Enigma, która obecnie eksponowana jest w muzeum w Hatteras.